# Patrick Lodewijks
Patrick Lodewijks (Eindhoven, 21 februari 1967) is een Nederlandse keeperstrainer en voormalig doelman in het betaald voetbal. Hij speelde van 1987 tot en met 2007 voor PSV, FC Groningen en Feyenoord. Lodewijks werd in juni 2016 aangesteld als keeperstrainer bij Everton, nadat hij dat de voorgaande negen jaar bij Feyenoord gewerkt had.

## Carrière
Lodewijks begon zijn voetbalcarrière in het seizoen 1987/1988 bij PSV waar hij Hans van Breukelen voor zich had. Hij vertrok in 1989 naar FC Groningen, in eerste instantie op huurbasis om ervaring op te doen, later definitief. Daar bleef hij tot 1998, waarna hij weer terugkeerde naar PSV, waar hij tweede keeper was achter Ronald Waterreus.
In 2002 ging hij naar Feyenoord, waar hij aanvankelijk ook tweede keeper was. In het seizoen 2004/2005 werd hij echter verkozen boven Gábor Babos en mocht hij als eerste doelman optreden. Uiteindelijk werd hij weer naar de bank verwezen, maar kwam toch nog een paar wedstrijden in actie. 2005/2006 zou zijn laatste seizoen als keeper in dienst van Feyenoord zijn, waarna hij de taak van keeperstrainer bij Feyenoord zou overnemen van Pim Doesburg. Rond de jaarwisseling van 2005 naar 2006 kwamen er echter steeds meer geruchten dat zowel Lodewijks als Doesburg er nog een jaar in hun toenmalige functie bij Feyenoord aan zouden vastplakken. Op 16 januari werd bekendgemaakt dat Lodewijks inderdaad nog een seizoen als keeper zou fungeren, waarmee hij met zijn 38 jaar de oudste voetballer in de Eredivisie was. Op 21 april 2006 werd Lodewijks door Marco van Basten opgeroepen in de voorlopige selectie voor het WK in Duitsland, maar hij stroomde niet door naar de definitieve selectie. Het seizoen 2006/2007 was zijn laatste seizoen als doelman in het betaalde voetbal. In het voorlaatste oefenduel voor dat seizoen tegen Chelsea raakte hij geblesseerd; hierdoor kwam hij gedurende het seizoen niet meer in actie. Hij heeft wel een paar keer met die blessure op de bank gezeten.
Lodewijks werd op 1 juli 2007 keeperstrainer van Feyenoord. Hij maakte op 20 oktober 2007 in een wedstrijd tegen Excelsior een kortstondige comeback en nam noodgedwongen plaats op de bank als reservedoelman. Hij kwam echter niet in actie. Lodewijks bleef negen jaar als keeperstrainer verbonden aan Feyenoord. Hij werd in juni 2016 vervolgens aangesteld in dezelfde functie bij Everton, waar voormalig Feyenoord-coach en oud-collega Ronald Koeman op dat moment begon als hoofdtrainer. Na het ontslag van Koeman in oktober 2017 vertrok Lodewijks bij Everton.
In maart 2018 werd Lodewijks aangesteld als keeperstrainer van het Nederlands elftal waar hij wederom deel ging uitmaken van de technische staf van Ronald Koeman. In 2020 vertrok Koeman naar FC Barcelona, Lodewijks bleef ook onder de nieuwe bondscoach Frank de Boer aan als keeperstrainer bij Oranje, maar na het EK in juni 2021 stapte De Boer op als bondscoach en vertrok ook Lodewijks bij het Nederlands elftal. Op 20 mei 2022 werd bekend dat Lodewijks weer terug zou keren bij het Nederlands elftal. Vanaf 1 januari 2023 zou hij onderdeel gaan uitmaken van de technische staf van Koeman, die opnieuw door de KNVB was aangesteld als bondscoach.

## Statistieken

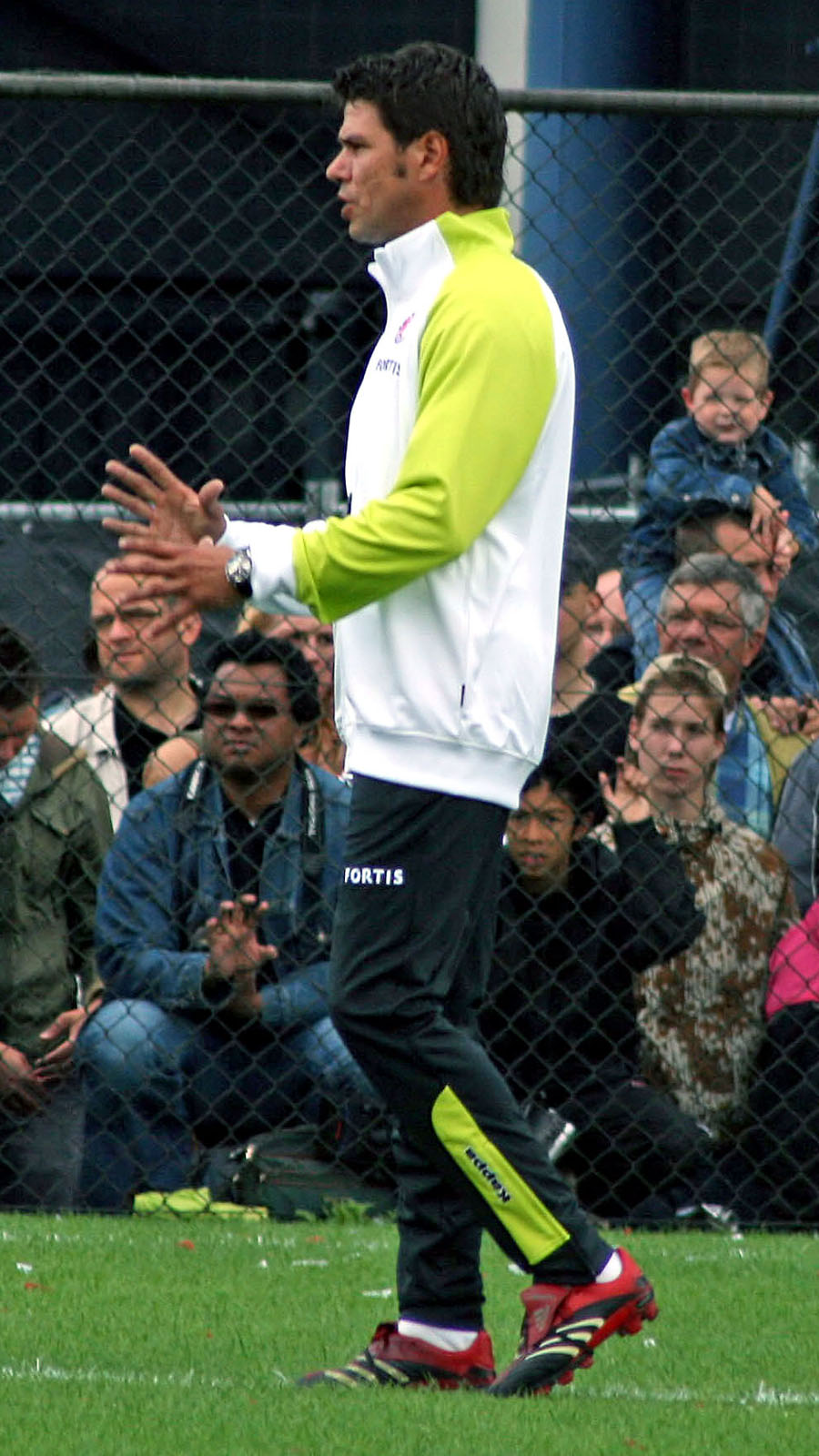
Patrick Lodewijks

| Seizoen   | Club         | Competitie | Wed. | Goals |
| --------- | ------------ | ---------- | ---- | ----- |
| 1987/1988 | PSV          | Eredivisie | 1    | 0     |
| 1988/1989 | PSV          | Eredivisie | 10   | 0     |
| 1989/1990 | FC Groningen | Eredivisie | 31   | 0     |
| 1990/1991 | FC Groningen | Eredivisie | 32   | 0     |
| 1991/1992 | FC Groningen | Eredivisie | 34   | 0     |
| 1992/1993 | FC Groningen | Eredivisie | 30   | 0     |
| 1993/1994 | FC Groningen | Eredivisie | 25   | 0     |
| 1994/1995 | FC Groningen | Eredivisie | 24   | 0     |
| 1995/1996 | FC Groningen | Eredivisie | 31   | 0     |
| 1996/1997 | FC Groningen | Eredivisie | 33   | 0     |
| 1997/1998 | FC Groningen | Eredivisie | 30   | 0     |
| 1998/1999 | PSV          | Eredivisie | 4    | 0     |
| 1999/2000 | PSV          | Eredivisie | 1    | 0     |
| 2000/2001 | PSV          | Eredivisie | 0    | 0     |
| 2001/2002 | PSV          | Eredivisie | 14   | 0     |
| 2002/2003 | Feyenoord    | Eredivisie | 22   | 0     |
| 2003/2004 | Feyenoord    | Eredivisie | 16   | 0     |
| 2004/2005 | Feyenoord    | Eredivisie | 10   | 0     |
| 2005/2006 | Feyenoord    | Eredivisie | 26   | 0     |
| 2006/2007 | Feyenoord    | Eredivisie | 0    | 0     |
| 2007/2008 | Feyenoord    | Eredivisie | 0    | 0     |
|           |              |            | 374  | 0     |

## Erelijst

### Als speler
| Competitie     | Aantal | Jaren                     |     |     |
| PSV            | PSV    | PSV                       | PSV | PSV |
| -------------- | ------ | ------------------------- | --- | --- |
| Internationaal |        |                           |     |     |
| Europacup I    | 1x     | 1987/88                   |     |     |
| Nationaal      |        |                           |     |     |
| Eredivisie     | 3x     | 1987/88, 1988/89, 1999/00 |     |     |
| KNVB beker     | 1x     | 1988/89                   |     |     |

### Als keeperstrainer
| Competitie |           |                  |           |           |
| Competitie | Aantal    | Jaren            |           |           |
| Feyenoord  | Feyenoord | Feyenoord        | Feyenoord | Feyenoord |
| ---------- | --------- | ---------------- | --------- | --------- |
| Nationaal  |           |                  |           |           |
| KNVB beker | 2x        | 2007/08, 2015/16 |           |           |

## Privé
Lodewijks' vrouw Yvonne kwam op 29 april 2015 op 46-jarige leeftijd om het leven bij een verkeersongeval op de A2 bij Eindhoven richting Maastricht. Samen met haar kreeg hij drie dochters.